# Karcsú őzlábgomba
A karcsú őzlábgomba (Macrolepiota mastoidea) a csiperkefélék családjába tartozó, Európában honos, erdei tisztásokon, cserjésekben élő, ehető gombafaj.

## Megjelenése
A karcsú őzlábgomba kalapja 8-12 cm széles, alakja kezdetben hegyesen tojásdad, később púpos, harang alakú lesz. Púpja a kiterült kalapon is feltűnő. Alapszíne fehéres, amelyet barnás, finom, szálas pikkelyek borítanak; púpja sötétebb barna, sima.
Húsa puha, fehér, sérülésre nem vörösödik, hanem lassan megbarnul. Szaga nagyon gyenge, íze enyhe, kissé mogyoróra emlékeztet.
Sűrű lemezei szabadon állnak, a tönköt nem érintik, némelyik villásan elágazik. Színük fehéres vagy krémszínű. 
Tönkje 10-18 cm magas és 0,5-1, cm vastag. Alakja karcsú, lefelé alig szélesedik, töve gumós. Elmozdítható gallérja felül barnán pontozott, alul fehér. A tönk felszíne a gallér felett halvány okkeres, sima vagy finoman pelyhes; alatta fehéres vagy krémszínű alapon apró, halvány okkerbarnás pikkelykéktől márványos. A tönk a kalapból csuklósan kifordítható.
Spórapora fehér vagy halvány krémszínű. Spórája ellipszis alakú, sima, mérete 13-16 x 8-9,5 µm.  

### Hasonló fajok
A mérgező húsbarnás őzlábgomba, a nem ehető büdös őzlábgomba, vagy az ehető nagy őzlábgomba és piruló őzlábgomba hasonlíthat hozzá. 

## Elterjedése és termőhelye
Európában honos. Magyarországon gyakori.
Erdei tisztásokon, gyomos-füves erdőszéleken, cserjésekben, néha magas gyepben található meg. Májustól novemberig terem.

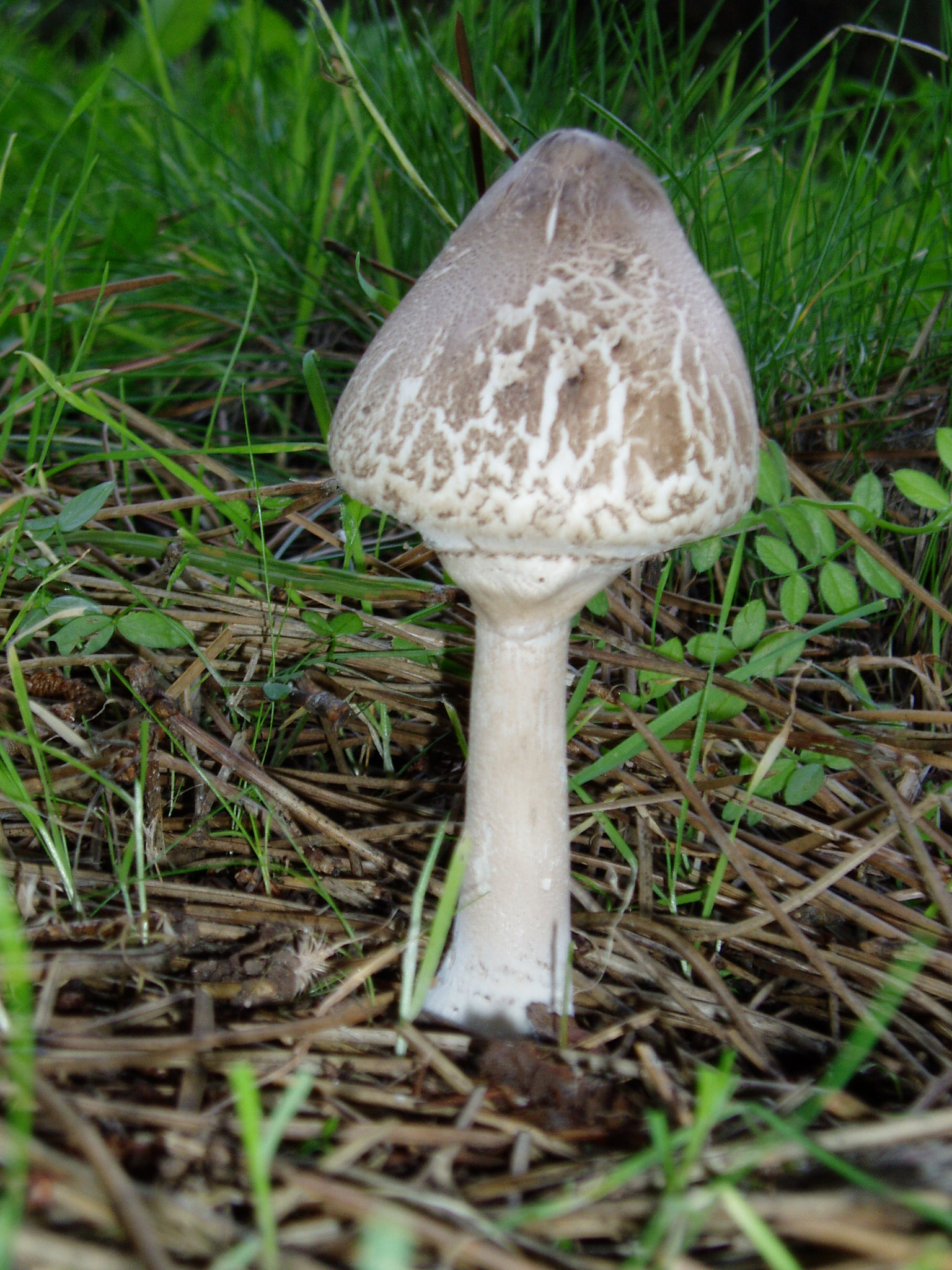
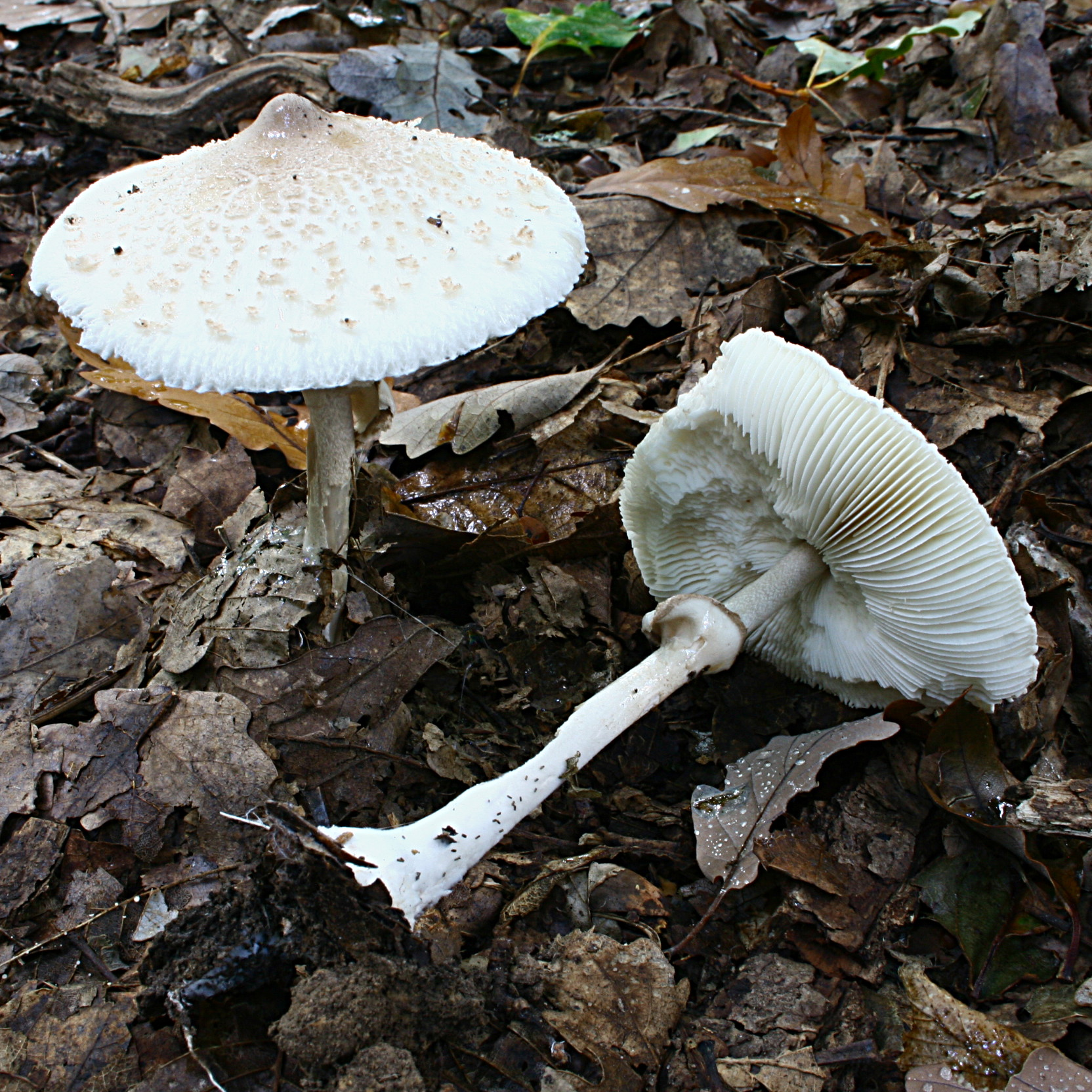
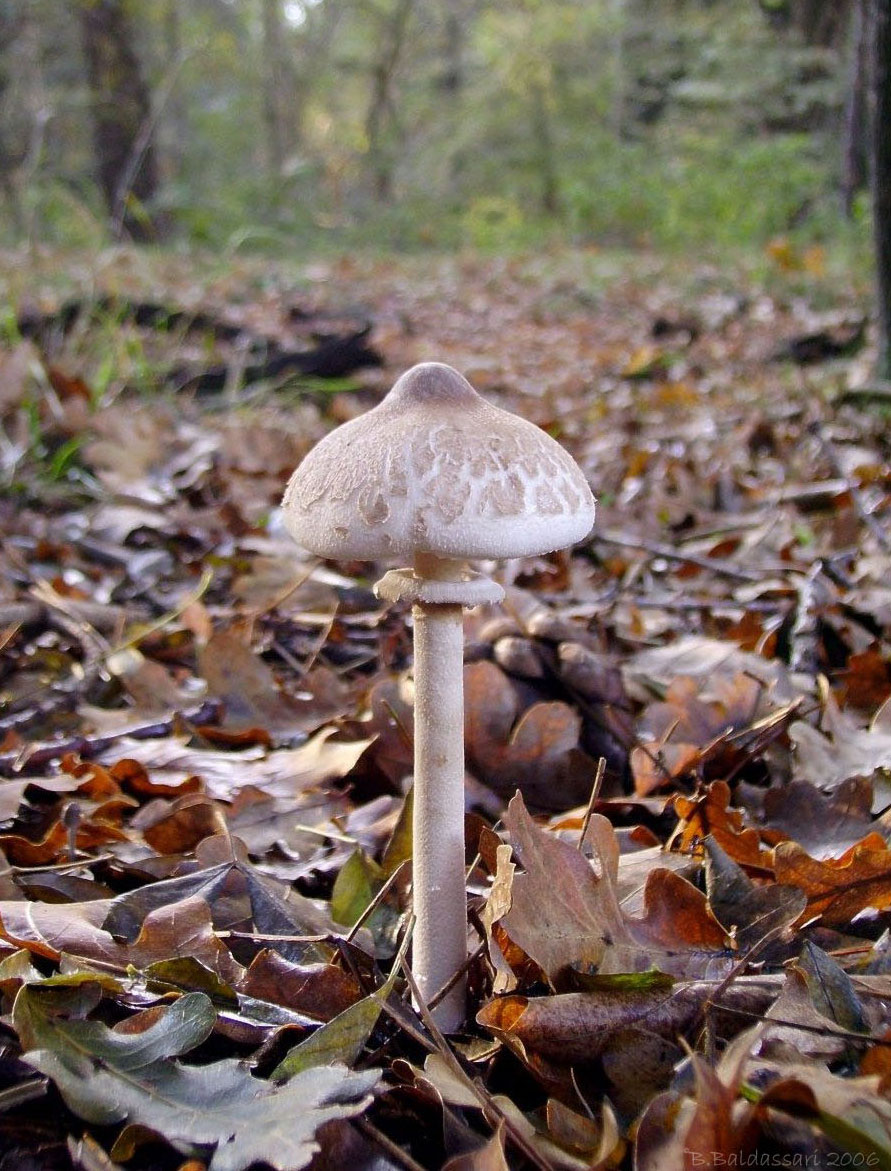
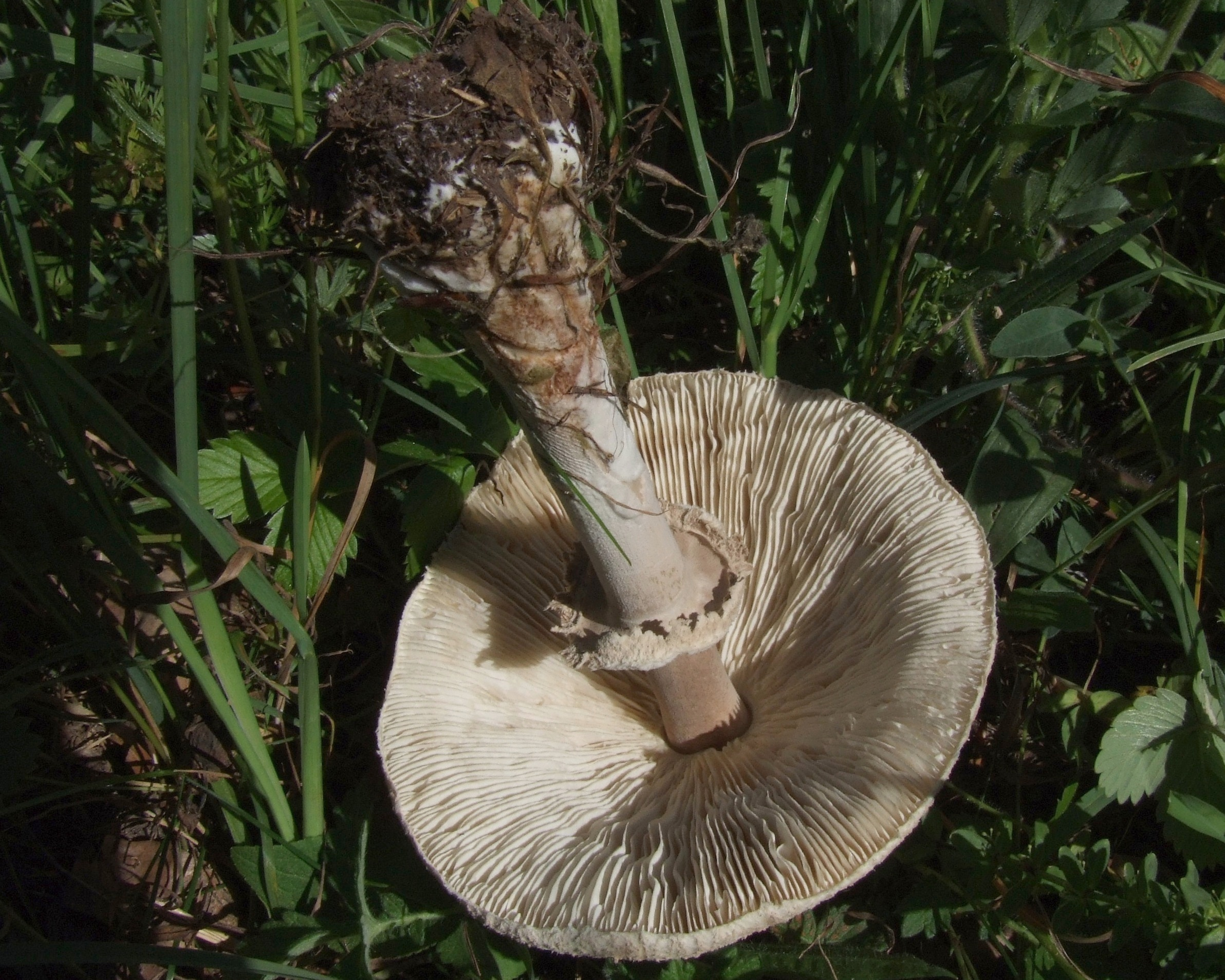
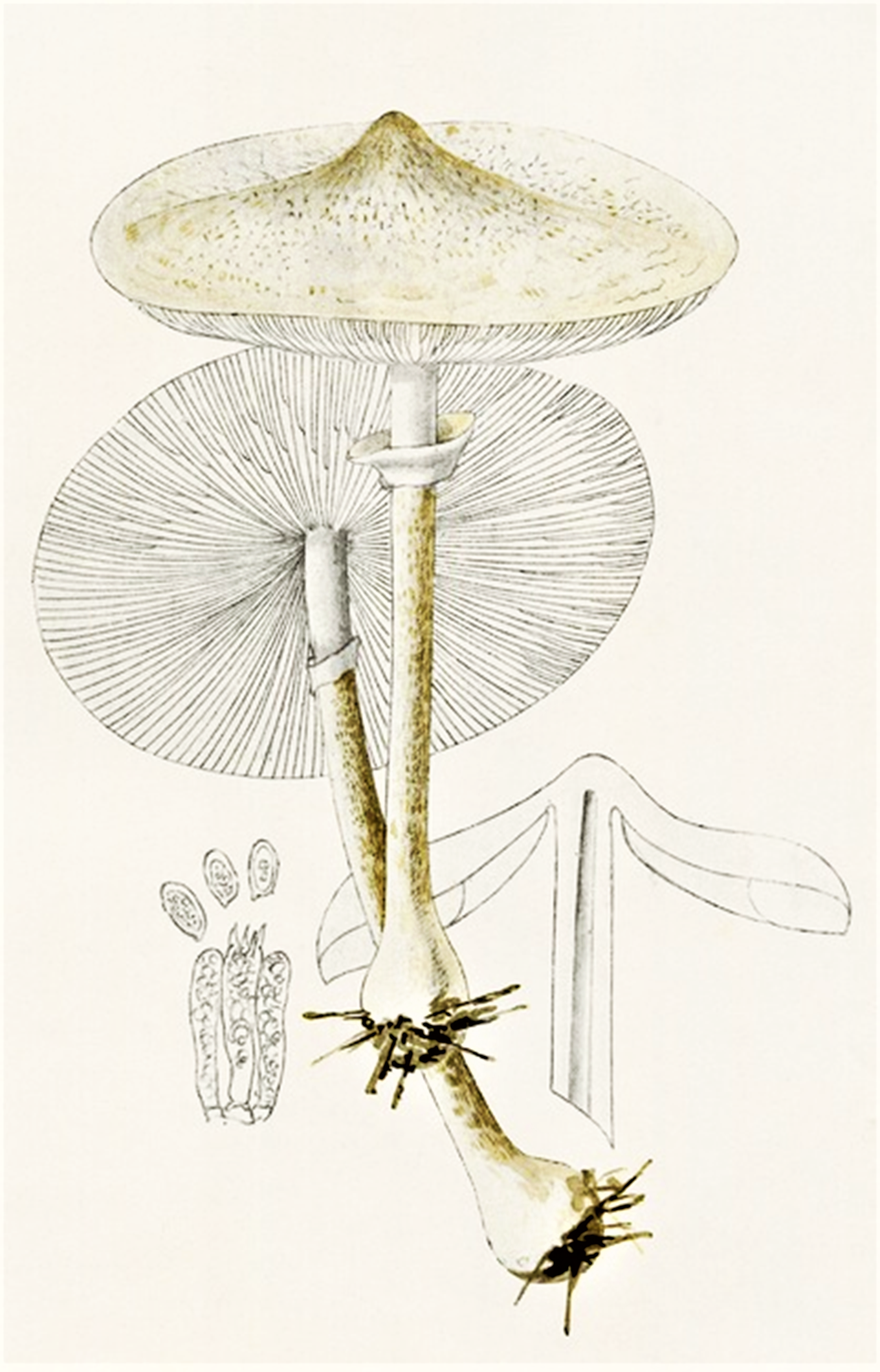

Ehető gomba.    